# Rockgol (programa de televisão)
Rockgol foi uma "mesa-redonda humorística", exibida pela MTV Brasil e apresentada por Edu Elias e Paulo Tiefenthaler. O programa já foi apresentado por Paulo Bonfá e Marco Bianchi. O nome é derivado do campeonato anual de futebol disputado por músicos de mesmo nome.
O "embrião" surgiu para a Copa de 2002, e no ano seguinte estreava com o nome de Rockgol de Domingo, com 1 hora de duração. Em 2004 passou a ter 90 minutos, e em 2005 e 2006 2 horas.
Em 2007 voltou a 60 minutos, e fora relocado para as noites de segunda-feira (Rockgol de Segunda). Em 2008 volta para os domingos, com 1 hora de duração, das 22:00 as 23:00. Em 2009, o programa passa a se chamar apenas Rockgol, o que deve ter causado a não realização do campeonato homônimo a partir desse ano. Em 2010 retornam às segundas com 45 minutos de duração, das 21:00 as 21:45. Em 2011, permanece nas segundas, porém, passa a ser exibido as 22:00.
Em dezembro de 2010, a imprensa divulgou uma nota, afirmando que os apresentadores do programa (Paulo Bonfá e Marco Bianchi) abandonariam a emissora em janeiro para investir em outros projetos, e também, favorecer uma renovação no canal. Com isso, a emissora convocou Edu Elias (ex-ESPN) e Paulo Tiefenthaler (ex-Canal Brasil) para assumir o comando do programa em março de 2011. Em 21 de Março daquele ano, estreou o novo Rockgol, sob comando de Edu Elias e Paulo Tiefenthaler entrou no programa em meados de abril. No segundo semestre, Edu e Paulo receberam reforços dos músicos Nasi (Ira!), Tavares (na época, baixista da banda Fresno), e Toni Platão. Este elenco prosseguiu até o fim do programa, em dezembro de 2011, quando Edu Elias anunciou sua ida para a Fox Sports Brasil. Com o fim do programa, Paulo Tiefenthaler voltou ao Canal Brasil, para se dedicar novamente ao seu antigo programa, o Larica Total.

## Mesa
A mesa do programa era composta por cinco lugares, dois para Bonfá e Bianchi, dois para artistas (geralmente músico ou banda) e outro para um boleiro (jogador, ex-jogador, técnico ou árbitro de futebol, embora atletas de outros esportes apareçam). Até 2005 havia um "Quinto elemento" torcedor, com uma "6a elementa" em 2005. Em 2011, com a entrada de Edu, a mesa redonda foi retirada, e colocaram cadeiras. Uma para Edu, uma para o jogador, e três para músicos e/ou artistas.

## Quadros
- Gols da Rodada - o Rockgol também cobre o Brasileirão - mostra os gols, os resultados (em 2005, usaram o jegue Severino para anunciar os resultados - é possível que o nome tenha sido inspirado em Severino Cavalcanti) - e, claro, a dupla tira sarro do time do resto da mesa.
- Cagada da Semana - O convidado do programa é levado a um banheiro químico instalado no cenário do programa onde ele assiste e comenta uma jogada de uma determinada partida considerada péssima.
- Tuitando - O Rockgol comenta alguns comentários de personalidades do futebol escritos pelo Twitter.
- Jogo Duro... de Assistir: Bonfá e Bianchi comentam o pior jogo da semana.
- E-mails - Os apresentadores leem e-mails enviados pelo público com perguntas para os participantes do programa.
- Coletiva Exclusiva - Quadro onde as pessoas fazem perguntas embaraçosas para determinados jogadores ou treinadores. Em cima dessas perguntas, é feita uma montagem com a "resposta" da pessoa. O quadro veio do antigo De Mano para Mano, onde o alvo era exclusivamente Mano Menezes, até então técnico do Corinthians e quem fazia a pergunta era chamado de "mano" nos GCs.
- Enquetes - Uma pesquisa on-line, com assuntos variados como "Quem é mais cauteloso: Parreira ou minha avó, que ia de Birigui a São Paulo de primeira no acostamento, com o pisca-alerta ligado no seu Fusquinha?". Em alusão ao Datafolha, instituto de pesquisa do jornal Folha de S. Paulo, todas as enquetes eram atribuídas ao "Instituto Datafoda-se".
- Bola na Fogueira - considerado pelos apresentadores como "a alegria da famíla brasileira". O boleiro é colocado no centro do palco sob luz forte e é submetido a uma sabatina de perguntas tendenciosas e de difícil resposta, como: "Quando você joga em Belém, você sente a pressão do Mangueirão?" ou "No escanteio, você sobe no primeiro ou no segundo pau?". O quadro foi ao ar até 2009, mas em 2010 voltou de forma extraordinária exclusivamente no dia em que teve a participação de Ronaldo Fenômeno.
- Em 2005, torcedores enviavam fotos de times amadores (cujo nome também tem duplo-sentido - como Power Guido), a serem escolhidos pela audiência. O time "Amigos do Mendigo" venceu, ganhando uniformes do Rockgol.
- Noticiário - Utilizando a falsa revista "Bolas" (paródia da Caras), os apresentadores mostravam manchetes com trocadilhos.

## Piadas recorrentes
- Referências a Birigui, "a Massachussets brasileira", e o time da cidade, o Bandeirante. A origem dessas referências é o grupo musical Tubaína, que se notabilizou no cenário underground paulista por citar a cidade de Birigui em todas as suas canções. O campeonato Rockgol usou por diversas vezes CD da banda Tubaína som de fundo durante as transmissões dos jogos.
- Bianchi usa todo recurso linguístico para "sofisticar" que é condenado, como "a nível de".
  - Além disso, usa o verbo "frisar", "a (...) brasileira hoje no Brasil" e cita "o lendário Nenê Beiçola" (paródia do cronista Neném Prancha), de frases imortais como "Sem dinheiro, não há verbas"
- Associar uma cidade brasileira a outra no exterior. Além de Birigüi, a Massachussets brasileira, há também:
  - Osasco, a Osaka brasileira.
  - Salvador, a Miami brasileira.
  - Jundiaí, a Cincinnati brasileira.
  - São Bernardo do Campo, a Detroit brasileira.
  - Brasília, a Washington D.C. brasileira.
- Mencionar os empresários patrocinadores como Alberto Coca-Cola, Mário, Sílvio e Nílton e Antônio Nova Schin.
- Também sempre uma personagem chamada "Deise", de São Conrado, por e-mail pede para algum convidado "Você lembra de mim.", muitos pensam que ela existe, mas é apenas uma brincadeira.
- Quando o jogador Marquinhos Santos não compareceu ao programa, achando que teria impacto negativo depois do São Paulo FC ter sido eliminado no Paulistão de 2004 naquele mesmo dia, foi substituído por um manequim vestindo camisa do São Paulo. O boneco Marquinhos permaneceria parte do programa até 2006.[5]

## Rockgol de Copa
Durante a Copa do Mundo de 2006, foi exibido o Rockgol de Copa. Bonfá foi para a Alemanha com Renahn, um goiano escolhido em reality show, e de lá mandava matérias e mostrava notícias de jornais estrangeiros. Bianchi continuou as mesas-redondas com o VJ Léo Madeira, o músico e ponta-direita (do Rockgol) Kiko Zambianchi e o jornalista musical argentino Horácio Martín.
Na Copa de 2010 (que foi chamada de "Mundial" pela MTV, provavelmente devido a direitos autorais), o programa teve um formato semelhante. Porém, Bonfá foi à África do Sul para apresentar um programa diário com o dia-a-dia do evento. Enquanto isso, Bianchi comandava o Rockgol no Brasil, que contava com edições extras do programa em dias de partidas da Seleção Brasileira.